# توماس دبلیو. کاب
توماس دبلیو. کاب (به انگلیسی: Thomas W. Cobb) سناتور سابق عضو حزب دموکرات ایالات متحده آمریکا بود. وی در سال ۱۸۲۴ تا ۱۸۲۸ میلادی سناتور ایالت جورجیا در سنای ایالات متحده آمریکا بود.